# Luojiaping
Luojiaping är en socken i Kina. Den ligger i provinsen Sichuan, i den sydvästra delen av landet, omkring 380 kilometer söder om provinshuvudstaden Chengdu. Antalet invånare är 3 578. Befolkningen består av 1 652 kvinnor och 1 926 män. Barn under 15 år utgör 37 %, vuxna 15-64 år 57 %, och äldre över 65 år 5,0 %.
Genomsnittlig årsnederbörd är 1 211 millimeter. Den regnigaste månaden är juli, med i genomsnitt 275 mm nederbörd, och den torraste är januari, med 5 mm nederbörd.